# Masada Anniversary Edition Vol. 2: Voices in the Wilderness

Masada Anniversary Edition Vol. 2: Voices in the Wilderness est un double album enregistré par différents groupes proches de John Zorn et de son label Tzadik, sorti en 2003 sur le label Tzadik. Chaque groupe joue une des compositions de Masada déjà enregistrée par le quartet original. Les compositions sont de John Zorn. Cet album fait partie de la série Masada Anniversary enregistrée à l'occasion des 10 ans de Masada.

## Titres
| 1-01.  | Karaim (Pharaoh's Daughter)     | 4:19 |
| 1-02.  | Kisofim (Ben Perowsky Trio)     | 6:45 |
| 1-03.  | Meholalot (Cracow Klezmer Band) | 4:57 |
| 1-04.  | Lakom (Rova Saxophone Quartet)  | 4:07 |
| 1-05.  | Tekufah (Zony Mash)             | 6:23 |
| 1-06.  | Paran (Naftule's Dream)         | 5:10 |
| 1-07.  | Khebar (Kramer)                 | 2:20 |
| 1-08.  | Nevalah (Satlah)                | 3:39 |
| 1-09.  | Abidan (Jewlia Eisenberg)       | 3:53 |
| 1-10.  | Tirzah (Pachora)                | 5:06 |
| 1-11.  | Peliyot (Lemon Juice Quartet)   | 5:49 |
| 1-12.  | Shebuah (Steven Bernstein)      | 8:27 |
| 2-01.  | Ziphim (Medeski Martin & Wood)  | 7:16 |
| 2-02.  | Avodah (Rashanim)               | 5:32 |
| 2-03.  | Rokhev (Davka)                  | 3:16 |
| 2-04.  | Tannaim (Tin Hat Trio)          | 3:29 |
| 2-05.  | Acharei Mot (Peter Apfelbaum)   | 7:32 |
| 2-06.  | Malkut (Mephista)               | 3:30 |
| 2-07.  | Kochot (Mike Patton)            | 3:47 |
| 2-08.  | Jair (Ben Goldberg Trio)        | 5:22 |
| 2-09.  | Ne'eman (The Wollesens)         | 6:54 |
| 2-10.  | Tahah (Professionales)          | 3:45 |
| 2-11.  | Tiferet (Jenny Scheinman)       | 5:02 |
| 2-12.  | Kedem (Jamie & Vanessa Saft)    | 7:29 |
| 123:49 |                                 |      |